# МіГ-41
МіГ-41 (рос. МиГ-41) — проєкт російського винищувача-перехоплювача, що розробляється в рамках програми ПАК ДП (рос. перспективный авиационный комплекс дальнего перехвата). Метою програми є створення літака-перехоплювача/важкого винищувача-невидимки, який би в середині 2030-х років замінив МіГ-31 у Повітряно-космічних силах Росії (МіГ-31 було прийнято на озброєння в 1981 році). Хоча його часто називають МіГ-41, бо його проєктний код — «Изделие 41» («Виріб 41»), насправді це не офіційне позначення. Російські літаки отримують офіційне позначення лише тоді, коли їх збираються прийняти на озброєння. За словами російського оборонного аналітика Василя Кашина, МіГ-41 буде розглядатися як проєкт 6-го покоління.